# マイラン
マイラン（英: Mylan Inc.）は、アメリカ合衆国のペンシルベニア州に本拠を置く製薬会社である。主な事業分野は後発医薬品（ジェネリック医薬品）であり、2007年にはドイツの医薬・化学メーカー、メルク（独: Merck KGaA）からジェネリック医薬品部門を買収して事業を拡大している。
日本法人として、2008年（平成20年）に設立されたマイラン製薬株式会社（東京都港区）、2015年から事業を開始したマイランEPD合同会社（東京都港区）がある。

## 沿革[2]
- 1961年　Milan Puskarとドン・パノス（スポーツカーメーカー・パノスの創業者ダニエル・パノスの父）が、ウェストバージニア州ホワイトサルファースプリングスにMilan Pharmaceuticals社を創業。
- 1965年　Mylan Pharmaceuticalsに社名を変更し、ウェストバージニア州モーガンタウンに移転。
- 1970年　Mylan Laboratories本社を設立。
- 1976年　NASDAQに上場、本社をピッツバーグに移転。
- 1986年　ニューヨーク証券取引所に上場。
- 1993年　Bertek社（現：Mylan Technologies社）を買収。
- 1996年　UDL Laboratories社を買収。
- 2004年　S&P 500に加わる。本社をキャノンズバーグに移転。
- 2007年　ドイツ・メルクからジェネリック医薬品を66億ドルで買収。本社名を現在のMylan Inc.に変更。
- 2009年　Fortune 500に選出。
- 2012年　ロバート・J・コーリーがエグゼクティブ・チェアマン、ヘザー・ブレッシュがCEO、ラジブ・マリックがプレジデントに就任
- 2013年　Agila Speciality社を買収。本社をサウスポイントにある「ロバート・J・コーリー　グローバルセンター」に移転。
- 2015年　Abbott社の米国以外の先進国市場のスペシャリティおよびブランドジェネリック事業を買収。Famy Care社を買収。
- 2016年　スウェーデンのMeda社の買収を発表。

## 日本での事業
マイランの日本法人は、2008年（平成20年）2月1日に設立されたマイラン製薬株式会社（法人番号：8010401074139）である。本社は、東京都港区虎ノ門にあるオランダヒルズ森タワー内に所在する。
会社設立直後の2008年5月16日には、メルク（Merck KGaA）のジェネリック医薬品部門を担当していた日本法人、「メルク製薬株式会社」を吸収合併した。
マイランの製品のひとつとして、アドレナリンの注射剤「エピペン」がある（日本ではファイザーに承継）。また、2008年から2010年まで日本プロサッカーリーグ（Jリーグ）のオフィシャルスポンサーとなっていた。2012年にはファイザーと日本の後発医薬品に関する独占的な長期戦略的業務提携を締結し、マイランのジェネリック医薬品について、マイランが研究開発および製造に、ファイザーが販売およびマーケティングに責任を持つという体制で日本のビジネスを展開している。
2015年11月、マイラン社によるアボットの一部事業の統合に伴い、「マイランEPD合同会社」として事業を開始した。
2017年12月、エピペンの製造販売承認をファイザーから承継する届書を厚労省に提出。2018年以降、マイランEPDがエピペンの製造販売承認を保有し、販売ならびに製品情報の提供・収集を行う。
2018年10月に川越工場がニプロファーマに譲渡。2023年に勝山工場が勝山ファーマとして分離・独立した。